# Sambirejo (Jumantono)
Sambirejo is een bestuurslaag in het regentschap Karanganyar van de provincie Midden-Java, Indonesië. Sambirejo telt 3185 inwoners (volkstelling 2010).